# Kcell
Kcell ist eine Mobilfunkgesellschaft in Kasachstan mit Sitz in Almaty. Sie wurde 1998 als Markenname von GSM Kasachstan gegründet und gehört heute zu 51 Prozent Fintur Holdings B.V. (Telia Company und Turkcell) und zu 49 Prozent dem kasachischen Telekommunikationsunternehmen KazakhTelecom. Es gehört zu den führenden Mobilfunkdienstleistern des Landes im GSM-Standard.
Kcell hat zurzeit durch die beiden Markennamen Kcell und Activ rund 13,5 Millionen Kunden. Das Netz des Anbieters ist heute in über 2499 Orten in Kasachstan verfügbar.